# Joseph Hoeflich
Joseph Hoeflich (ur. 12 kwietnia 1984) – samoański piłkarz występujący na pozycji obrońcy. W 2012 roku wziął udział w Pucharze Narodów Oceanii.